# آزیریدین
آزیریدین (به انگلیسی: Aziridine) یک ترکیب شیمیایی است. شکل ظاهری این ترکیب، مایع روغنی بی‌رنگ است.